# Državna cesta D204
D204 je državna cesta u Hrvatskoj. 
Cesta spaja granični prijelaz Pribanjci (granica sa Slovenijom) s čvorom Bosiljevo 1 na A1. Cesta prolazi kroz naselja Pribanjci, Kasuni i Bosanci.
Ukupna duljina iznosi 6,3 km.